# 錦衣衛 (香港電視劇)
《錦衣衛》是香港亞洲電視製作的電視劇，由丁亮監製，共25集。本劇首播於1988年2月。

## 劇情簡介
明朝開國初年，明太祖朱元璋（伍永森飾）心胸狹隘，猜疑多忌，壓民言，滅馀敵，以使朱家世代相傳穩得天下。在洪武十五年，璋命武青侯（王偉飾）成立錦衣衛以保皇權。朱四（煒烈飾）、朱五（尹天照飾）、程樓（譚榮傑飾）、程立雪（林國雄飾）被武青侯賞識因而微服入伍，一同受訓成為歷史上首批錦衣衛……

## 演員表

### 明室
| 演員   | 角色      | 暱稱／關係 |
| 伍永森 | 朱元璋    | 大明開國皇帝 |
| 馮素波 | 馬皇后    | 朱元璋之妻 |
| 苑瓊丹 | 靜妃      | 針對郭寧，後怕郭寧及朱四聯手陷害，在獄中為朱四所殺 |
| 吳寧   | 郭寧 寧妃 | 郭德成之女，與程立雪青梅竹馬，因父親之死而入宮復仇，與朱四聯手，後因朱四需索過多而轉助朱五。最後因程立雪迎救朱元璋有功而被朱元璋放回，與程立雪歸隱田園。 |
| 煒烈   | 朱四      | 朱元琸四子，混入錦衣衛，針對其弟朱五。為人不擇手段，毒害太子，借明教之手企圖殺害父皇，事敗被朱元璋放逐                                                   |
| 尹天照 | 朱五      | 朱元琸五子，混入錦衣衛。喜歡韓青兒 |
| 陳迪華 | 湯宛文    | 朱五之妻 |

### 錦衣衛
| 演員   | 角色   | 暱稱／關係 |
| 王偉   | 武青侯 | 錦衣衛首任指揮使，因其子事被朱元璋賜死，後在其妻子屍體前自殺                                                                   |
| 煒烈   | 朱四   | 見上 |
| 尹天照 | 朱五   | 見上 |
| 林國雄 | 程立雪 | 知悉錦衣衛迫害徐達的秘密，叛逃。後迎救朱元璋有功，被赦，與郭寧歸隱田園。                                                       |
| 譚榮傑 | 程樓   | 程立雪之兄，妒忌其弟 |
| 楊得時 | 武繼祖 | 武青侯之子，因協助程立雪而叛逃，出家為僧。後被朱四捉拿，被朱四脅眾錦衣衛殺他，後其父企圖殺死朱四，被他以身體擋住而被其父誤殺。 |
| 駱達華 | 劉力   | |
| 偉龍   | 周銅   | |
| 羅頌華 |        | |

### 徐家
| 演員   | 角色   | 暱稱／關係                                                         |
| 張錚   | 徐達   | 魏國公，被朱元璋猜忌，雖得程立雪暗中相助，最後仍被朱元璋賜蒸鵝毒死 |
| 葉玉萍 | 徐玉鳳 | 徐達之女，程立雪混入徐家其間喜歡他，其父死前將她託付程立雪         |
| 凌文海 | 徐福   | 徐家管家                                                           |
| 林國雄 | 卓一山 | 程立雪混入徐家時的身份                                             |

### 其他
| 演員   | 角色   | 暱稱／關係                               |
| 良鳴   | 郭德成 | 高見賢的政敵                             |
| 李映彤 | 韓清兒 | 明教教主                                 |
| 蕭山仁 | 高見賢 |                                          |
| 朱德惠 | 尹菁   |                                          |
| 阮令濤 | 陳華   |                                          |
| 譚德成 | 張丹   |                                          |
| 甘山   | 龍天遊 | 明教中人                                 |
| 江威   | 風天尊 |                                          |
| 羅國暉 | 王力   |                                          |
| 馮真   | 武夫人 | 武青侯之妻，因其獨子被其夫誤殺而上吊自盡 |
| 佘文炳 | 祖師父 |                                          |
| 張碧兒 | 蓉兒   |                                          |
| 徐有明 | 韓俊   |                                          |
| 敖龍   | 胡惟庸 |                                          |
| 梁錦燊 | 大夫   | 徐達患病時被徐福聘請醫治的大夫           |

## 與史實的差異
- 朱元璋早將各子分封各地，因此朱四、朱五不可能混入錦衣衛，更不可能擔任指揮使。
- 錦衣衛各任指揮使均有記載，其中並沒有武青侯的名字。
- 本劇沒有提及朱元璋長子一脈，亦沒有提及其他兒子。
- 徐達被賜蒸鵝事為野史記載，並非史實。本劇亦沒有提及徐達另外四子三女。
- 郭寧妃的父親為郭山甫，並非郭德成。

## 外部連結
- 錦衣衛-笑看風雲的日志